# منذر دوم تجیبی
معزالدوله منذر بن یحیی بن منذر تجیبی، سومین حاکم ملوک‌الوطایف ساراگوسا از دودمان بنوتجیب بود. حکومت او از سال ۱۰۳۶ میلادی (۴۲۷ قمری) آغاز گشته و در سال ۱۰۳۸ میلادی (۴۳۰ قمری) پایان یافت. در سال ۱۰۳۶، هنگامی که پدرش یحیی یکم درگذشت، او به حکومت رسید و دو سال بعد که پسرعمویش (عبدالله یکم تجیبی) او را در محرم ۴۳۰ قمری کشت، حکومتش پایان یافت.